# 伏慄熊
《伏慄熊》（英語：Imaginary）是一部2024年美國超自然恐怖片，由傑夫·瓦德洛執導並與格雷格·厄布（Greg Erb）和傑森·奧倫蘭（Jason Oremland）共同編劇，德汪達·懷斯、湯姆·佩恩、泰根·伯恩斯（Taegen Burns）、派柏·布朗（Pyper Braun）、維若妮卡·法肯和貝蒂·芭克利主演。在片中，潔西卡（Jessica，懷斯飾演）發現，繼女愛麗絲（Alice，布朗飾演）與自己的舊毛絨玩具熊「巧芯」（Chauncey）形影不離，甚至一起玩起了可怕的遊戲，巧芯的真面目可能已超出了潔西卡的認知。
電影由傑森·布倫的布倫屋製片公司聯合製作，2024年3月8日在美國院線上映，由狮门娱乐發行。

## 演員
- 德汪達·懷斯（英语：DeWanda Wise）飾演潔西卡（Jessica）[11]
- 派柏·布朗（Pyper Braun）飾演愛麗絲（Alice）[11]
- 湯姆·佩恩飾演麥斯（Max）[12]
- 泰根·伯恩斯（Taegen Burns）飾演泰勒（Taylor）[12]
- 維若妮卡·法肯（英语：Verónica Falcón）飾演亞拉娜·索托醫生（Dr. Alana Soto）[12]
- 貝蒂·芭克利（英语：Betty Buckley）飾演葛羅莉亞（Gloria）[12]
- 馬修·佐藤（Matthew Sato）飾演連恩（Liam）[12]
- 丹·狄利埃格羅（英语：Dane DiLiegro）飾演巧芯熊（Chauncey Bear）[13]

## 製作
據Deadline Hollywood網站2023年2月的報導，狮门娱乐取得布倫屋製片公司電影《伏慄熊》的發行權。本片由傑夫·瓦德洛執導，也與格雷格·厄布（Greg Erb）和傑森·奧倫蘭（Jason Oremland）共同編劇。電影的製作成本預估（稅收優惠前）為1300萬美元，2023年5月至6月下旬在紐奧良完成主要拍攝。

## 發行
《伏慄熊》原定2024年2月2日在美國院線上映，後來延期至2024年3月8日上映。

### 行銷
2023年11月，《伏慄熊》在另一部布倫屋恐怖片《佛萊迪餐館之五夜驚魂》（2023年）之前發表了首支預告片。預告片邀請觀眾閉上眼睛，「想像」透過7.1環繞音效發生的事情。作為一種行銷技術，片商預計觀眾的想像力會像預告片裡演得一樣可怕。12月27日，台灣社群平台Magic Hour發布投票，票選台灣地區譯名。
2024年2月1日，車庫娛樂宣布本片在台灣地區的正式譯名定為《伏慄熊》。這一命名立即引發網路上的熱烈討論，特別是和全聯福利中心的吉祥物福利熊名稱相似。此外，電影中的一隻玩具熊名叫「巧芯」（Chauncey），令人聯想到國民黨立委徐巧芯。徐巧芯本人也以幽默的態度回應，表示自己被這個巧合逗樂，甚至也想要一隻這樣的玩具熊。3月13日，徐巧芯本人出席台灣首映會。

## 外部連結
- 官方网站
- 互联网电影数据库（IMDb）上《伏慄熊》的资料（英文）